# كوماغانه (ناغانو)
مدينة كوماغانه (باليابانية:駒ヶ根市) هي أحد المدن التابعة لمحافظة ناغانو. تأسست رسميًا في 01/07/1954. ويقدر عدد سكانها بـ 34696 نسمة حسب تقدير مكتب الإحصاء الياباني لعام 2012. تبلغ مساحة كوماغانه 165.92 كم2. بكثافة سكانية تبلغ 209 نسمة/كم2.